# Лице (граматика)
Лице е граматическа категория от общ характер, използвана в езикознанието в няколко различни смисъла, частично припокриващи се и уточнявани с допълнителни определения.
За целите на общуването се прави разлика между лица и нелица: лицата могат да бъдат участници в общуването, а нелицата не могат. Лица са на първо място хората, но също и други, действителни или измислени, разумни същества.
Говорещо лице е лицето, произнесло или написало дадено съобщение.
В езиците, които притежават спрежения, съществуват глаголни форми, а именно спрегнатите форми, които изразяват не само глаголно действие, но също лице (или предмет в най-общия смисъл, вкл. отвлечено понятие), на което се приписва действието. Това лице (или предмет) се нарича глаголно лице. Глаголното лице съвпада с предмета, назован от подлога, само че подлогът е отделна дума в изречението и може да липсва. Поради това, че изразяват и лице, спрегнатите глаголни форми се наричат още лични глаголни форми; останалите се наричат нелични глаголни форми.
Така нареченото граматическо лице на глаголна форма се определя от отношението между говорещото и глаголното лице:
- първо: когато глаголното лице съвпада с говорещото лице (ед.ч.) или го включва заедно с поне едно друго лице (мн.ч.);
- второ: когато глаголното лице съвпада със събеседника на говорещото лице (ед.ч.) или включва събеседника заедно с поне едно друго лице, различно от говорещото лице (мн.ч.);
- трето: когато глаголното лице е различно от говорещото лице и от неговия събеседник и не ги включва; тоест когато глаголното лице не участва в езиковото общуване.

## Български език
Българският език има три спрежения. Всяка спрегната (т.е. лична) глаголна форма изразява глаголно лице чрез окончанието си.
Пример:
първо лице: играя (ед.ч.), играем (мн.ч.);
второ лице: играеш (ед.ч.), играете (мн.ч.);
трето лице: играе (ед.ч.), играят (мн.ч.).

### Първо лице

#### Основна употреба на първо лице
Глаголна форма в първо лице, единствено число, означава, че говорещото лице е същевременно и глаголно лице. Когато глаголната форма е в множествено число, тя означава, че глаголното лице включва говорещото лице.
Примери:
обичам = аз обичам;
обичаме = ние обичаме.

#### Други употреби на първо лице
Формите в първо лице, множествено число, понякога се използват от владетели вместо формите в единствено число:
заповядваме, желаем, нареждаме и т.н.
Формите в първо лице, множествено число, се използват вместо единствено число, когато говорещото лице ръководи общуването, например при изнасяне на реч от оратор или лектор, както и в писмен текст (т.нар. авторска форма):
установихме, показахме и т.н.

### Второ лице

#### Основна употреба на второ лице
Глаголна форма във второ лице, единствено число, означава, че събеседникът е същевременно и глаголно лице. Когато глаголната форма е в множествено число, тя означава, че глаголното лице включва събеседника, но не и говорещото лице.
Примери:
искаш = ти искаш;
искате = вие искате.
Простите повелителни форми винаги са във второ лице, тоест насочени са към събеседника:
ела = ти ела;
елате = вие елате.

#### Други употреби на второ лице
Формите във второ лице, множествено число, се използват за учтивост вместо формите в единствено число (т.нар. учтива форма):
Научих, че сте били поканен на празненството.
Учтивата форма се използва при разговор между непознати или изобщо между хора, които не са близки, както и в официална обстановка.
Формите във второ лице могат да имат обобщено-лично значение:
Да имаш деца, е щастие. = За човека е щастие да има деца.
Правиш ли зло, не чакай добро. = Който прави зло, да не чака добро.
Как да уважаваш такъв човек? = Никой не може да уважава такъв човек.

### Трето лице

#### Основна употреба на трето лице
Глаголна форма в трето лице означава лице, което не участва в общуването, вкл. предмет или отвлечено понятие:
Примери:
желае = той/тя/то желае;
желаят = те желаят.

#### Други употреби на трето лице
Формите в трето лице, единствено число, могат да имат безлично значение:
застудява, съмва се, мръква се;
спи ми се, срам го е, мъчно му е.
При такива изрази всъщност липсва глаголно лице. На мястото на подлога може да се постави единствено думата то, която не посочва конкретен предмет и затова нормално не се слага, а служи само за противопоставяне:
То се съмнало, пък ние още спим.
Формите в трето лице, множествено число, могат да имат неопределено-лично значение:
Дадоха ми удостоверение.
Отвориха магазина.
Наблизо построиха нов блок.
И тук подлогът се пропуска, въпреки че може да се постави те или хората, когато е нужно да се изрази противопоставяне:
Те не го пускат в селото, той пита на попа за къщата.
Употребява се множествено число без подлог дори когато е ясно, че субектът е един:
Вкъщи не ме разбират. Това може да означава например Брат ми не ме разбира.

### Етичен дателен падеж
Кратките лични местоимения в дателен падеж, най-често в първо лице, но понякога и в други лица, вкл. възвратната форма, понякога имат модална употреба, която изразява задушевност или съпричастност:
Заблеяло ми агънце
Болен ми лежи
И това ни било политик
Аз съм си такава
Дай да си сръбнем по една ракийка
Хайде да му ударим една табла

### Граматическото лице и частите на речта
Категорията граматическо лице в българския език е присъща на:
спрегнатите глаголни форми:
първо лице: копнея, милеем;
второ лице: мислиш, ходите;
трето лице: харесва, добруват;
някои класове местоимения:
първо лице: аз, ме, ми, нас, наш и др.;
второ лице: вие, теб, ти, ви, ваш и др.;
трето лице: той, тя, то, те, ги, им, техен и др.

### Лица и нелица
В българската граматика разликата между лица (най-вече хора) и нелица има важно значение в следните случаи:
- Винителни и дателни форми на местоименията от мъжки род (с изключение на личните местоимения) се използват само когато местоимението е допълнение и означава лице:[5]

Лица:
Кого виждам?
За никого не е тайна.
Търси кому да се похвали.
Нелица (предмети, животни и даже групи от хора):
Поетът подостри молива, с който се канеше да пише.
Това е волът, който искам да купя.
Отборът, за който играх, спечели срещата.
Народът, от който сме произлезли, ще бъде с нас.
- Съществителните имена от мъжки род в мн.ч. след числително бройно или местоимение за количество се използват в т.нар. бройна форма, ако назовават нелица, а за лица се употребява обикновената форма за множествено число.[6] Мъжколичните форми на числителните бройни имена се допускат (а при малките числителни дори се изискват) само при съществителни имена за лица. Примери:

лица: трима спортисти, двама медалисти, осем работници;
нелица: три часовника, два коня, осем отбора.
Разграничението се спазва и при омонимите:
двамата царе (владетели), но двата царя (шахматни фигури);
двамата офицери (военни), но двата офицера (шахматни фигури);
няколко членове (на организация), но няколко члена (на закон);
двамата съперници (състезатели), но двата съперника (отбори или животни).
Изключения са съществителните имена ден и син:
Вместо бройната форма на думата ден може да се използва обикновената форма за мн.ч.:
седем дена и седем дни, но само дълги дни.
Вместо обикновената форма за мн.ч. на думата син може да се използва бройната форма:
двама сина и двама синове, но само моите синове.

## Английски език
Категорията граматическо лице в английския език е присъща на някои видове местоимения в ед.ч. и мн.ч., както и на спрегнатите форми на глагола to be в сегашно време, единствено число:
|            | глаголи    | местоимения | местоимения | местоимения   | местоимения     | местоимения  |           |
|            | глаголи    |             | лични       | лични         | притежателни    | притежателни | възвратни |
|            | to be      | подлози     | допълнения  | с определяемо | без определяемо |              | възвратни |
| ---------- | ---------- | ----------- | ----------- | ------------- | --------------- | ------------ | --------- |
| 1 л. ед.ч. | am         | I           | me          | my            | mine            | myself       |           |
| 2 л. ед.ч. | art, beest | thou        | thee        | thy           | thine           | thyself      |           |
| 3 л. ед.ч. | is         | he          | him         | his           | his             | himself      |           |
| 3 л. ед.ч. | is         | she         | her         | her           | hers            | herself      |           |
| 3 л. ед.ч. | is         | it          | it          | its           | its             | itself       |           |
| 1 л. мн.ч. | are        | we          | us          | our           | ours            | ourselves    |           |
| 2 л. мн.ч. | are        | you         | you         | your          | yours           | yourselves   |           |
| 3 л. мн.ч. | are        | they        | them        | their         | theirs          | themselves   |           |

Формите за 2 л. ед.ч. са архаични; могат да се открият само в стари текстове:
В Библията:
Our Father, who art in heaven,
hallowed be Thy name.
Thy kingdom come,
Thy will be done on earth,
as it is in heaven.
В поезията на Шекспир, например в първия сонет:
From fairest creatures we desire increase,
That thereby beauty’s rose might never die,
But as the riper should by time decease,
His tender heir might bear his memory.
But thou, contracted to thine own bright eyes,
Feed’st thy light’s flame with self-substantial fuel,
Making a famine where abundance lies,
Thyself thy foe, to thy sweet self too cruel.
Thou that art now the world’s fresh ornament
And only herald to the gaudy spring,
Within thine own bud buriest thy content,
And, tender churl, mak’st waste in niggarding.
Pity the world, or else this glutton be,
To eat the world’s due, by the grave and thee.
Забележка: В стари текстове формите mine и thine са се употребявали съответно вместо my и thy пред думи, започващи с гласна:
thine own bright eyes.
Във второ лице в съвременния английски език се използват формите за множествено число вместо тези за единствено число. Например you are може да означава както ти си, така и вие сте. Единственото изключение е възвратното местоимение за второ лице, което в множествено число е yourselves, а в единствено число има формата yourself.

В съвременния английски език спреженията са практически изчезнали. Само в 3 л. ед.ч. на сегашно просто време немодалните глаголи (без глагола to be) получават окончание -s или -es:
I/you/we/they write;
he/she/it writes.
Форми като thou knowest са остарели и вече не се използват.
Следователно в съвременния английски език формите на немодалните глаголи (без глагола to be, чиито форми в единствено число на сегашно време са различни за трите лица) се различават само в 3 л. ед.ч. на сегашно просто време (paints) и на онези глаголни времена, които се образуват със спомагателния глагол to have, спрегнат в сегашно време (has painted, has been painting). В единствено число на сегашно продължително време се различават формите за трите лица благодарение на спрежението на спомагателния глагол to be:
I am playing;
you are playing;
he/she/it is playing.
Глаголните форми в останалите времена не се различават по лице (а в повечето времена и по число), вкл. в бъдеще време, където вече не се спазва изискването за образуване на формите за първо лице с shall, а за второ и трето лице с will: при неформално общуване се използва спомагателният глагол will за всички лица.
Поради почти пълното изчезване на спреженията не може да се пропуска подлогът в изречението. Затова в английските изречения подлогът често се повтаря, вкл. местоимението it за 3 л. ед.ч.
Освен прякото си значение второто лице има и обобщено-лично значение, предимно при неформално общуване:
You should keep your secrets to yourself.
(Човек трябва да пази тайните си за себе си.)
При формално общуване се предпочитат неопределените местоимения one, one's и oneself вместо you, your и yourself:
One should keep one's secrets to oneself.
Формите за 3 л. мн.ч. могат да имат неопределено-лично значение:
they say (казват, в смисъл хората казват).
Тъй като в английския език съществителните имена нямат род, лесно постижимо е изреченията да се оформят така, че да не съдържат сведения за пола на глаголното лице, когато такива сведения не са нужни. Проблем създават единствено местоименията в 3 л. ед.ч., които се различават по род, затова вместо тях понякога се използват местоименията за 3 л. мн.ч.:
If attacked, the victim should remain exactly where they are.
Когато 3 л. мн.ч. се употребява вместо 3 л. ед.ч., често вместо themselves се използва формата themself.
В безлични изречения глаголите се намират в 3 л. ед.ч., а ролята на подлог изпълнява местоимението it:
It is raining. (Вали.)
It is getting cold. (Застудява.)

### Цитирани източници
- Пашов, Петър. Практическа българска граматика.   София, 1989.